# Yoshiaki Oiwa
Yoshiaki Oiwa (大岩 義明, Ōiwa Yoshiaki, 19 de julho de 1976) é um ginete japonês.

## Carreira
"Yoshi", como é conhecido, começou a cavalgar como um estudante do ensino médio e começou a praticar hipismo na universidade. Em 2001, Yoshi mudou-se para o Reino Unido para praticar hipismo, treinado por Andrew Hoy, e em 2009 mudou-se para a Alemanha. Ele agora treina com o cavaleiro alemão Dirk Schrade.
Ele ganhou o prêmio de Melhor Atleta Equestre no prêmio esportivo japonês em 2005, 2007 e 2011. Yoshi vem de uma família de atletas olímpicos; sua tia era uma patinadora artística internacional e agora é juíza olímpica e seu tio ganhou uma medalha de prata na natação nos Jogos Olímpicos de Roma.
Em junho de 2017, ele se tornou o primeiro cavaleiro japonês a vencer uma competição CCI fora do Japão, ao vencer o Bramham Horse Trials, em Yorkshire, Inglaterra. Nos Jogos Olímpicos de Verão de 2024, em Paris, França, conquistou a medalha de bronze na disputa CCE por equipes.